# NHL 06
NHL 06 – komputerowa gra sportowa o tematyce hokeja na lodzie, wyprodukowana przez EA Canada i wydana w 2005 roku przez Electronic Arts.
Na okładce gry widnieje hokeista Vincent Lecavalier.

## Ścieżka dźwiękowa
- American Head Charge – "Loyalty"
- Animal Alpha – "Bundy"
- Avenged Sevenfold – "Bat Country"
- Beatsteaks – "Atomic Love"
- Billy Talent – "Red Flag"
- Bullet for My Valentine – "4 Words (To Choke Upon)"
- Fall Out Boy – "Our Lawyer Made Us Change the Name of This Song So We Wouldn't Get Sued"
- Institute – "Bullet-Proof Skin"
- Kaiser Chiefs – "Saturday Night"
- Mando Diao – "Down in the Past"
- OK Go – "Do What You Want"
- Pennywise – "Knocked Down"
- Rock ’N’ Roll Soldiers – "Flag Song"